# 三井弥一郎
三井 弥一郎（みつい やいちろう）は、戦国時代から安土桃山時代にかけての武将。甲斐武田氏、井伊氏の家臣。土岐氏の三井城主は同名の別人。

## 略歴
三井氏は弥一郎の曽祖父の時代から甲斐武田氏に仕えた一族。弥一郎の父三井吉勝の時代には武田信玄の重臣山県昌景の同心として赤備えの一員を務めていたといわれる。
永禄2年（1559年）、誕生。元亀2年（1571年）に父が戦死したことにより、家督を継いで昌景に仕えた。天正3年（1575年）5月の長篠の戦いには、参加していないとされ、昌景の死後は武田氏の家臣となった。

## 天正壬午の乱
天正10年（1582年）3月の織田信長による甲州征伐で武田家が滅亡すると、甲斐国に暫く雌伏した。6月に本能寺の変が起こって織田信長が死去すると、初鹿野昌次ら武田家の遺臣を呼び集め、織田信長から甲斐を任されていた甲府の河尻秀隆を殺害した。7月に徳川家康が甲斐に侵攻して来ると、徳川家康に降って家臣となり、井伊直政の同心として付された。
天正12年（1584年）、羽柴秀吉と徳川家康による小牧・長久手の戦いが起こると、弥一郎は徳川家康に従って従軍する。4月9日、長久手において池田恒興や森長可ら羽柴の別動隊と戦い戦死した。享年26。

## 人物
- 以下は甲陽軍鑑における記述である。
  - 弥一郎が昌景に仕えたのは13歳のときであるが、このときに昌景は少年である彼に対し、「そなたの父はわしのために働いて死んだ。そちの祖父も曽祖父も武田家のために死んだ。そなたも父祖の名を辱めることの無いように励め」と述べられたという。
  - 武田勝頼が昌景に対して、ある家臣の一人が敵に内通しているため、これを討てと命令を下した。昌景は家中の腕利きを集めてその抹殺を命じたが、弥一郎はまださすがに少年だったから対象外であった。ところがその直後、弥一郎は飼っていた鶏を抱きかかえてその家臣の屋敷の前に立った。そこにその家臣の男が現れ、訝しく思っていると、弥一郎は帯が解けたから、鶏を持って欲しいと家臣に頼んだ。その家臣は鶏を持ったため、両手が使えなくなった。すると弥一郎は隠し持っていた短刀を取り出して、男に突き刺したという。これを聞いた昌景は大いに賞賛したという。
- 正室の正栄院は弥一郎没後に徳川家康の側室となった[1]。

## 同姓同名
土岐氏家臣に、美濃三井山城（三井城）主で同姓同名の三井弥一郎《? - 天文17年（1548年）》がいる。